# سوسیالیسم آزادی‌خواه
سوسیالیسم آزادی‌خواه (به انگلیسی: libertarian socialism) که با نام آنارکو-سوسیالیسم (به انگلیسی: anarcho socialism) نیز شناخته می‌شود، مجموعه‌ای از فلسفه‌های سیاسی ضد اقتدارگرایی درون جنبش چپ و سوسیالیسم است که با سوسیالیسم به مثابهٔ مالکیت متمرکز دولتی و اقتصاد دولتی مخالفند.
سوسیالیست‌های آزادی‌خواه طرفدار دموکراسی در محیط کار و عدم تمرکز قدرت سیاسی هستند. مدل سیاسی مورد تأکید سوسیالیسم آزادی‌خواه دموکراسی مستقیم و ساماندهی جامعه بر مبنای ادارهٔ شورایی است.
سوسیالیسم آزادی‌خواه بلشویسم و سوسیال دموکراسی را رد می‌کند و به دنبال ایجاد جامعه‌ای مبتنی بر همکاری داوطلبانهٔ افراد و نفی اقتدارگرایی است.

## خطوط کلی

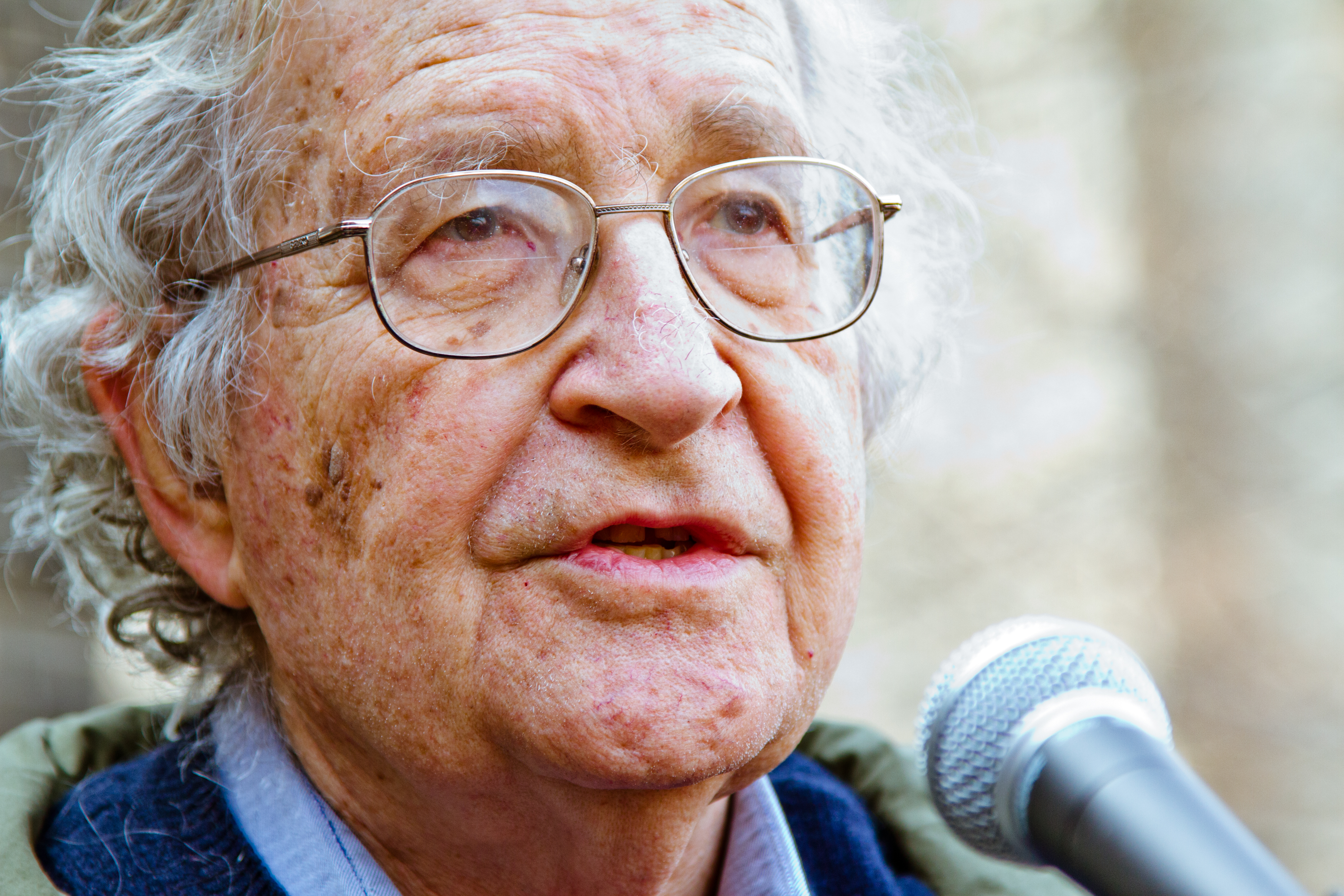
فیلسوف و زبانشناس آمریکایی نوام چامسکی یکی از برجسته‌ترین چهره‌های سوسیالیسم آزادی‌خواه است

سوسیالیسم آزادی‌خواه هوادار ساماندهی کار و سیستم تولید از طریق خودگردانی کارگری، تعاونی‌ها، و مالکیت اشتراکی ابزار تولید است. هواداران این مکتب می‌گویند چنین سیستمی باید در پی آزادی فردی حداکثری و تمرکز قدرت حداقلی باشد.
سوسیالیست‌های آزادی‌خواه نسبت به نهادهای اقتدارگرا دیدگاهی به شدت انتقادی دارند تا جایی که مشروعیت خود نهاد دولت را نیز رد می‌کنند و از این لحاظ با آنارشیست‌ها همسو هستند. آن‌ها عموماً مالکیت خصوصی در ابعاد وسیع و به‌طور مشخص مالکیت خصوصی ابزار تولید را مشروع نمی‌دانند، هرچند که اموال شخصی افراد را تا جایی که به آزادی فردی آنان مربوط می‌شود، محترم می‌شمارند.
واژه آزادی‌خواه، نخستین بار در یک مجله آنارشیست به نام لیبرتر در شهر نیویورک طی سالهای ۱۸۵۸ تا ۱۸۶۱ استفاده شد که سردبیر آن ژوزف دژک بود. بعدها در نوامبر ۱۸۸۰ در یکی از کنگره‌های منطقه‌ای آنارشیست‌ها در فرانسه صحبت از کمونیسم لیبرترین یا کمونیسم آزادیخواهانه به میان آمد. سال بعد در ژانویه ۱۸۸۱ مانیفستی به زبان فرانسوی با عنوان «آزادی یا کمونیسمِ آنارشیست» منتشر شد. سرانجام در ۱۸۹۵ آنارشیست‌های سرشناس فرانسوی سباستین فاره و لوئیس میشل مجله لیبرتر (به فرانسوی: La Libertaire) را در فرانسه منتشر کردند.
در این سال‌ها کلمه لیبرتر (به فرانسوی: libertaire) عموماً مترادف آنارشیسم تلقی می‌شد و برای دور زدن قوانینی که کلمه آنارشیسم را غیرقانونی اعلام کرده بود استفاده می‌شد. ازین حیث سوسیالیسم آزادی‌خواه می‌تواند همان سوسیالیسم آنارشیستی باشد و چهره‌هایی در جنبش سوسیالیسم که مخالف سوسیالیسم دولتی بوده‌اند همچون میخائیل باکونین را شامل گردد.
تداعی شدن آزادی‌خواهی با سوسیالیسم، قدیمی‌تر از تداعی آن با سرمایه‌داری است و بسیاری از ضد اقتدارگرایان اساساً مرتبط بودن سرمایه‌داری با آزادی‌خواهی را رد می‌کنند. نوآم چامسکی برجسته‌ترین اندیشمند حال حاضر سوسیالیسم آزادی‌خواه در این رابطه می‌گوید: «[آزادی‌خواهی که نظریاتش از انسجام برخوردار است] می‌بایست با مالکیت خصوصی ابزار تولید و کار مزدی که اجزای سیستم فعلی هستند مخالف باشد چون با این اصل که کار می‌باید آزادانه و کارگر می‌بایست بر آن کنترل داشته باشد تناقض دارند.»
رابین هنل اقتصاددان سوسیالیست آزادی‌خواه در بخشی از کتاب «عدالت اقتصادی و دموکراسی» توضیح می‌دهد که سوسیالیسم آزادی‌خواه بیشترین درجه تأثیرگذاری را در اواخر قرن نوزدهم و چهار دهه اول قرن بیستم تجربه کرد:
در اوایل قرن بیستم سوسیالیسم آزادی‌خواه به اندازه سوسیال دموکراسی و کمونیسم نیرومند بود. اینترناسیونال آزادیخواهان، که در کنگره سن ایمیر تأسیس شد چند روزی بعد از آنکه مارکسیست‌ها و آنارشیست‌ها از یکدیگر در جریان کنگره لاهه انترناسیونال سوسیالیست جدا شدند، در جلب نظر فعالان ضدسرمایه‌داری، انقلابیون، کارگران، و احزاب سیاسی بسیار موفق بود و برای ۵۰ سال رقیب سوسیال دموکرات‌ها و کمونیست‌ها محسوب می‌شد. سوسیالیست‌های آزادی‌خواه در انقلابهای ۱۹۰۵ و ۱۹۱۷ روسیه نقش برجسته‌ای داشتند. آنها همچنین در انقلاب ۱۹۱۱ مکزیک نیروی غالب بودند. ۲۰ سال بعد از پایان جنگ جهانی اول سوسیالیست‌های آزادی‌خواه همچنان به اندازه‌ای قدرتمند بودند که رهبری انقلاب اجتماعی اسپانیای جمهوری‌خواه را در سالهای ۱۹۳۶–۱۹۳۷ بر عهده گیرند.— رابین هنل، Economic Justice and Democracy, Routledge Press, 2005, p. 138 ISBN 0-415-93344-7
از سوی دیگر در اواخر دهه دوم قرن بیستم و در واکنش به قدرت گرفتن بلشویک‌ها و لنینیست‌ها در اتحاد جماهیر شوروی، گرایش لیبرترین و آزادی‌خواهانه در درون مارکسیسم نیز پدید آمد و ادامه یافت و بخشی از کمونیست‌ها نیز با گرایش سوسیالیسم آزادی‌خواه همراه شدند.

### ضدسرمایه‌داری
سوسیالیست‌های آزادی‌خواه ضدسرمایه‌داری هستند و از این جهت با لیبرترین‌های راست مرزبندی دارند. سرمایه‌داری موجب تمرکز قدرت اقتصادی در دستان عدهٔ معدودی از صاحبان سرمایه می‌شود و سوسیالیسم آزادی‌خواه می‌خواهد این قدرت را به‌طور وسیعً میان تمام اعضای جامعه پخش کند. برخلاف لیبرترین‌های راست که آزادی را تنها در آزادی انتخاب در چارچوب اقتصاد و جامعه سرمایه‌داری می‌فهمند، سوسیالیست‌های آزادی‌خواه استدلال می‌کنند که درون سرمایه‌داری درجه آزادی افراد به موقعیت اجتماعی و ثروت آن‌ها محدود می‌گردد. به نوشتهٔ نوآم چامسکی این در واقع تفاوت میان طرفداری از «خلاقیت آزاد» (به انگلیسی: free creativity) است با طرفداری از «کاسبی آزاد» (به انگلیسی: free enterprise).
یکی از آموزه‌های سوسیالیسم آزادی‌خواه نقد برده‌داری مزدی است. بردگی مزدی به مفهوم کار در ازای دستمزد در شرایطی که بقاء شخص بستگی بلافاصله و تام به دریافت مزد دارد اشاره می‌کند. سوسیالیست‌های آزادی‌خواه با استفاده از این اصطلاح کارِ مزدی را به برده‌داری تشبیه می‌کنند، از این لحاظ که برده‌داری مستلزم مالکیت و کار مزدی به معنی اجاره کردن انسان‌هاست. از دیدگاه سوسیالیسم آزادی‌خواه، استثمار اقتصادی به دلیل فقدان خودگردانی کارگری و قشربندی طبقاتی جامعه در اثر قدرت نابرابر کار در برابر سرمایه از اجزای نظام بردگی مزدی هستند.
سوسیالیست‌های آزادی‌خواه عموماً به جای کار مزدی تشکیلات خودگردان مبتنی بر همکاری داوطلبانه را برای تولید اقتصادی پیشنهاد می‌کنند. آن‌ها بین مالکیت خصوصی بر ابزار تولید، یعنی شخصی حق استفاده یا عدم‌استفاده از ابزار مولد را اختصاصاً از آن خود کند، و اینکه آن ابزار مولد صرفاً در اختیار شخصی باشد تا با آن فعالیت تولیدی انجام دهد تفاوت قائلند.

### ضد اقتدارگرایی و مخالفت با دولت
فلسفهٔ آزادی‌خواهی، تمرکز قدرت و اقتدارگرایی را در مجموع منشأ ستم می‌داند و معتقد است باید تمام انواع قدرت را دائماً به چالش کشید و محدود کرد. آزادی‌خواهان معتقدند در هرگونه اعمال قدرت از جمله اعمال قدرت اقتصادی، اجتماعی، سیاسی، یا فیزیکی از آنجا این اعمال قدرت سبب محدود شدن آزادی انسان می‌گردد، شخص صاحب قدرت وظیفه دارد ثابت کند که عمل او مشروع است. سوسیالیست‌های آزادی‌خواه با ساختارهای سخت و طبقاتی اقتدار، چه از نوع سیاسی یا اقتصادی یا اجتماعی باشد، مخالفت می‌کنند.
به جای کمپانی‌های سرمایه‌داری و نهادهای دولتی، سوسیالیسم آزادی‌خواه در پی ساماندهی جامعه در چارچوب مجامع داوطلبانه است. این مجامع می‌تواند شامل مجامع اشتراکی، کمون‌ها، شهرداری‌ها، تعاونی‌ها، منابع همگانی، و سندیکاها باشد که از دموکراسی مستقیم یا شیوه تصمیم‌گیری به اتفاق آراء استفاده می‌کنند. برخی از سوسیالیست‌های آزادی‌خواه معقتدند در کنار چنین نهادهایی می‌بایست از مکانیسم نمایندگی به شکل گردشی (مشابه انجام وظیفه تمام شهروندان در هیئت منصفه) و با این قید که نمایندگان می‌بایست عزل‌پذیر باشند برای تشکیل نهادهای تصمیم‌گیری سطح بالاتر استفاده کرد. اسپانیای جمهوریخواه یک نمونه تاریخی برای چنین سیستمی است. نمونه‌های معاصر از مدل‌های سازماندهی و تصمیم‌گیری سوسیالیسم آزادی‌خواه شامل جنبش‌هایی مثل شوراهای زاپاتیستا و شبکه جهانی ایندی‌مدیا است.
از آنجا که سوسیالیسم آزادی‌خواه مجموعه‌ای متکثر از دیدگاه‌ها را شامل می‌شود، همواره اشخاصی بوده‌اند که ضمن اینکه خود را عضو این جنبش می‌دانند برخی از آموزه‌های محوری آن را رد کرده‌اند. به عنوان نمونه پیتر هین عضو سرشناس حزب کارگر بریتانیا و نمایندهٔ سابق مجلس عوام که نوشته‌هایی در دفاع از سوسیالیسم آزادی‌خواه دارد این دیدگاه که در نهایت نهاد دولت باید از میان برود را رد می‌کند. همچنین نوام چامسکی استدلال می‌کند که دولت می‌تواند حداقل به‌طور موقت به عنوان ابزاری برای از بین بردن ساختارهای ظالمانه استفاده شود.
یکی از مسائلی که در پی موضع ضد اقتدارگرای سوسیالیست‌های آزادی‌خواه مطرح می‌گردد مسئله سازماندهی و تشکیلات سیاسی است. برخی از آنها اساساً تشکیلات را فراتر از تشکیلات خودسازمانده کارگری نفی می‌کنند و فعالیت‌های خود را به گروه‌های مطالعاتی و محافل غیر تشکیلاتی محدود می‌کنند. اما از نظر تاریخی، خصوصاً در جناح کمونیسم چپ یا کمونیسم شورایی از سوسیالیسم آزادی‌خواه بر ضرورت تشکیلات سیاسی دارای دیسیپلین، با قید وجود مکانیسم‌های انتقاد از خود ولی فاقد ساختار سلسله‌مراتبی و خط رسمی، تأکید شده است.